# Pierangelo Bertoli
Pour les articles homonymes, voir Bertoli.
Pierangelo Bertoli (né à Sassuolo le 5 novembre 1942 et mort à Modène le 7 octobre 2002) est un auteur-compositeur-interprète et poète Italien. Proche des questions communistes libertaires, ses œuvres parlent principalement d’ environnement, de  laïcité, d’antimilitarisme, de problèmes sociaux et des personnes marginalisées et rebelles. 

## Biographie
Né à Sassuolo, dans la province de Modène et issu d'une famille ouvrière, à 4 ans Pierangelo Bertoli est atteint par la poliomyélite, perdant  l'usage de ses jambes. Il a commencé sa carrière de chanteur à la fin de 1973 avec l'album Rosso colore dell'amore (1974) et un an plus tard avec l'album auto-produit Roca Blues . Un de ses albums les plus célèbres est A muso duro (1979).
En 1990, il collabore avec Elio e le Storie Tese. En 1991 avec  Spunta la luna dal monte il participe au Festival de Sanremo avec le groupe sarde Tazenda puis de nouveau seul en 1992 avec le titre Italia d'oro . 
Son dernier album, 301 guerre fa (2002) a été composé avec la collaboration de son fils Alberto et Luciano Ligabue . 
Pierangelo Bertoli est mort à Modène le 7 octobre 2002 des suites d'une crise cardiaque due à une tumeur .
Marié avec Bruna, Bertoli a  3 fils, Emiliano, Petra et Alberto, également chanteur .

## Discographie
- 1974 : Rosso colore dell'amore
- 1975 : Roca Blues
- 1976 : Eppure soffia
- 1977 : Il centro del fiume
- 1978 : S'at ven in meint
- 1979 : A muso duro
- 1980 : Certi momenti
- 1981 : Album (Pierangelo Bertoli)
- 1983 : Frammenti
- 1984 : Dalla finestra
- 1985 : Petra
- 1987 : Canzone d'autore
- 1988 : Tra me e me
- 1989 : Sedia elettrica
- 1990 : Oracoli
- 1992 : Italia d'oro
- 1993 : Gli anni miei
- 1995 : Una voce tra due fuochi
- 1997 : Angoli di vita
- 2002 : 301 guerre fa
- 2002 : Promissas (single)